# ناحیه ادن، شهرستان اوتر تیل، مینه سوتا
ناحیه ادن (به انگلیسی: Edna Township) یک منطقهٔ مسکونی در ایالات متحده آمریکا است که در شهرستان اوتر تیل، مینه‌سوتا واقع شده‌است.
 ناحیه ادن ۸۹٫۹ کیلومتر مربع مساحت و ۹۲۱ نفر جمعیت دارد و ۴۱۲ متر بالاتر از سطح دریا واقع شده‌است.